# Deng Gai
Deng Gai (Wau, 22 marzo 1982) è un ex cestista sudanese, professionista nella NBA.
È il cugino di Luol Deng.

## Palmarès
- USBL All-Defensive Team (2007)
- Miglior stoppatore USBL (2007)